# Erastria nigripuncta
Erastria nigripuncta là một loài bướm đêm trong họ Geometridae.